# Kalle Kaupmees
Kalle Kaupmees (* 17. Januar 1950 in Tallinn) ist ein ehemaliger estnischer Radrennfahrer und nationaler Meister im Radsport.

## Sportliche Laufbahn
Kaupmees war im Straßenradsport und im Bahnradsport aktiv. Er begann 1964 mit dem Radsport. 1971 und 1974 gewann er die nationale Meisterschaft im Straßenrennen, 1976 war er Vizemeister geworden. 1971 siegte er auch in der Meisterschaft im Einzelzeitfahren. Von 1970 bis 1976 gewann er vierzehn estnische Meistertitel auf der Straße und auf der Bahn. Im finnischen Eintagesrennen Eläintarha ajot war er 1976 erfolgreich.

## Berufliches
Er war beruflich als Mechaniker und Goldschmied tätig.